# Johann Josef Karl Henrici

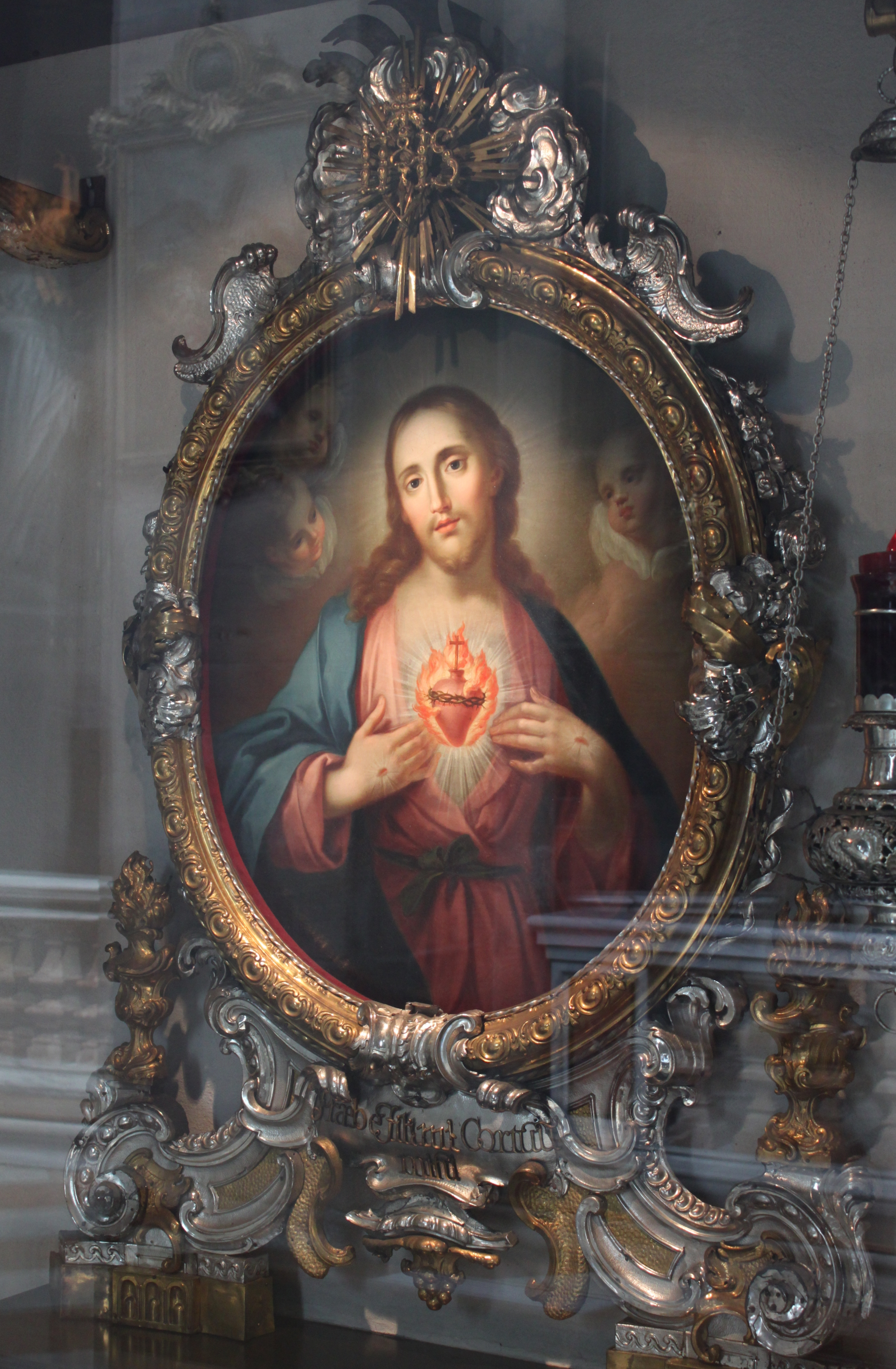
Herz-Jesu-Bildnis von Carl Henrici in der Stadtpfarrkirche Maria Himmelfahrt in Bozen

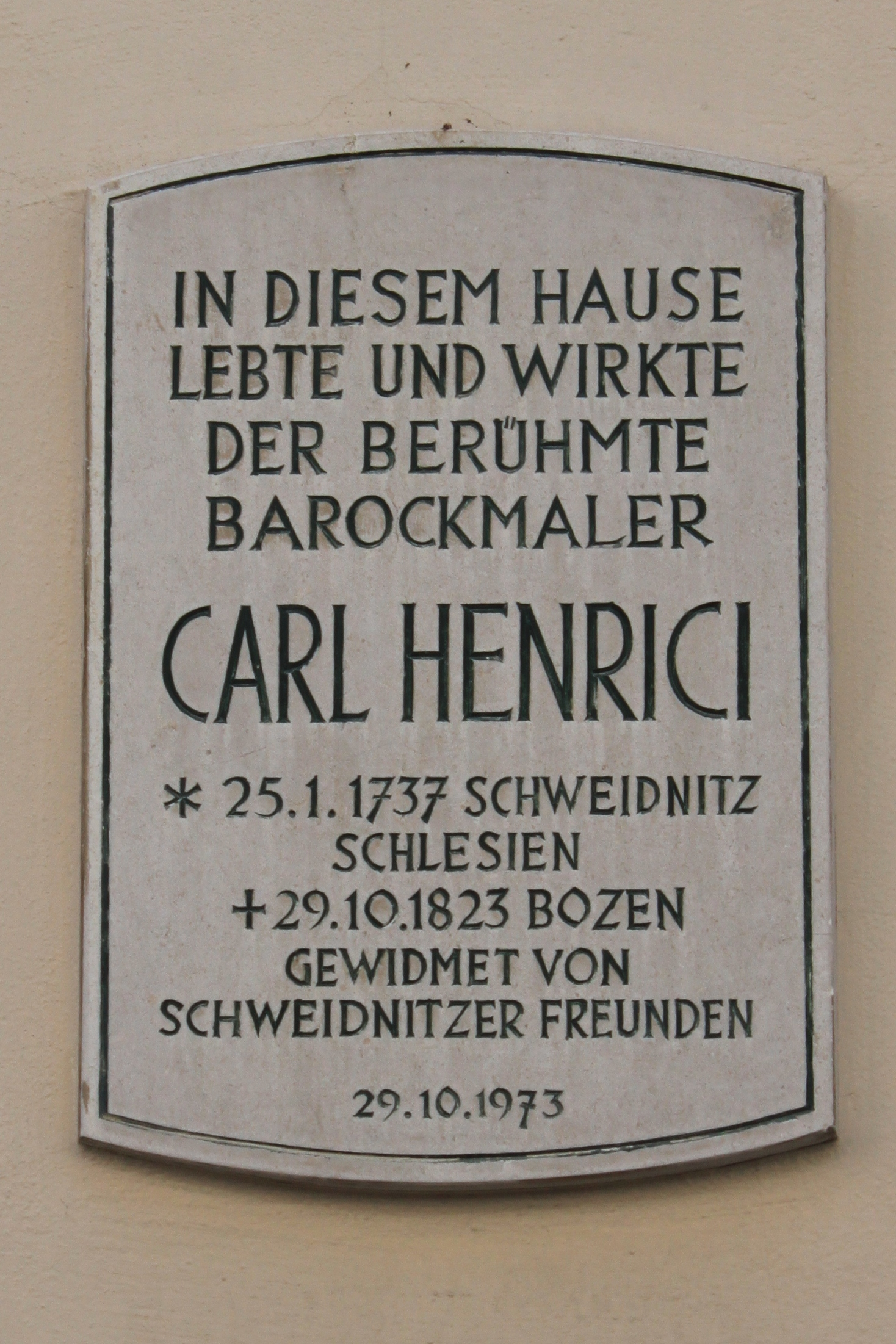
Der Gedenkstein für Carl Henrici am Haus Mustergasse 19 in Bozen

Johann Josef Karl Henrici (* 25. Jänner 1737 in Schweidnitz, Fürstentum Schweidnitz; † 29. Oktober 1823 in Bozen), oft einfach Carl Henrici, war ein österreichischer Barockmaler und Schöpfer des Herz-Jesu-Bildes in der Bozner Stadtpfarrkirche, vor dem 1796 die Tiroler Landstände das von den Franzosen bedrohte Land Tirol in feierlicher Weise dem Herzen Jesu geweiht und es unter seinen besonderen Schutz gestellt hatten.

## Leben
Carl Henrici stammt aus Schlesien. Sein ursprünglicher Familienname war Heinrich. Er latinisierte ihn aber nach dem damals üblichen Brauch, weil er ihm in solcher Form für einen Künstler angemessener erschien.
Er verließ seine Heimat, als er achtzehn war, und kam 1757 über Umwegen nach Bozen. Dort trat er in die Werkstatt des Kopisten Mathias Twinger ein, heiratete 1759 dessen Tochter und übernahm seine Werkstätte. Um sich beruflich zu vervollkommnen, begab er sich 1761 zu einem zweijährigen Lehraufenthalt nach Verona. Dann begann eine lange, fruchtbare Periode selbständigen Schaffens in Bozen und vielen anderen Orten Südtirols. Henrici malte viele Porträts, schuf zahlreiche Heiligenbilder, auch Gemälde in Kirchen und vornehmen Häusern. Im Prunksaal von Bozens Palais Menz schuf Henrici das Deckenfresko mit dem Triumph Amors mit den Göttern des Olymp und an der West- und Ostwand Szenen eines venezianischen Maskenballs.
Mit seiner Frau Rosa hatte Carl Henrici dreizehn Kinder, aber nur drei wuchsen auf. Allerdings starben auch diese jung. Der Lebensabend des Künstlers war unglücklich und traurig. Zum Verlust aller seiner Kinder kam noch, dass er 1798 erblindete.